# Abbaye Notre-Dame de la Consolation de Vaise
L'abbaye de Vaise est une ancienne abbaye, située à Lyon, (Rhône), dans le neuvième arrondissement, plus précisément dans l'ancienne commune de Vaise. Dédiée à Notre-Dame de la Consolation, elle abritait une communauté de moniales trappistines française entre 1820 et 1834, puis entre 1837 et 1904.

## Histoire

### La Révolution française et l'exil
L'histoire des origines de l'abbaye est liée à la Révolution française. En 1790, l'Assemblée constituante prohibe les vœux religieux ; pressentant les persécutions à venir, Augustin de Lestrange fonde deux monastères en Suisse, un d'hommes (La Valsainte dans le canton de Fribourg), puis un de femmes (à Sembrancher dans le canton du Valais). Mais l'invasion de la Suisse par la France en 1797-1798 oblige les religieux à fuir plus loin, jusqu'en Russie et en Prusse. À la Restauration, les religieux reviennent en France ; la plupart des maisons ayant été vendues et même souvent détruites, chaque groupe retournant au pays s'installe dans une nouvelle fondation.

### La fondation à Caluire
Le dernier groupe féminin à entrer en France, composé de onze religieuses, sous la direction de l'abbesse mère Marie du Saint-Esprit, s'installe à Caluire le 13 mai 1817. Mais cette maison ne suffit pas à l'afflux de vocations, et une nouvelle maison plus grande et plus silencieuse doit être trouvée.

### L'arrivée à Vaise
Une maison assez vaste se trouvait à Vaise : elle se nommait « Gorge de Loup », nom qui est resté pour désigner le quartier actuel. Elle aurait été bâtie par Jean-François Bini, marchand florentin et banquier d'expédition de Rome, entre 1515 et 1538. Elle a subi d'importants travaux de la part d'Alexandre de Rancé dit de Gleteins, chanoine et sacristain de l'église collégiale Saint-Paul, qui l'achète en 1593. Les trappistines l'achètent pour 70 000 francs. Cette somme est réunie grâce à plusieurs apports : les religieuses, ayant vendu leur maison de la petite Ridiera, en tirent 30 000 francs ; elles en empruntent 25 000, et au moins 16 000 francs proviennent de dons des habitants de Lyon,. La maison achetée, les trappistines y font faire quelques travaux d'aménagement, et prennent possession des lieux le 18 mai 1820.

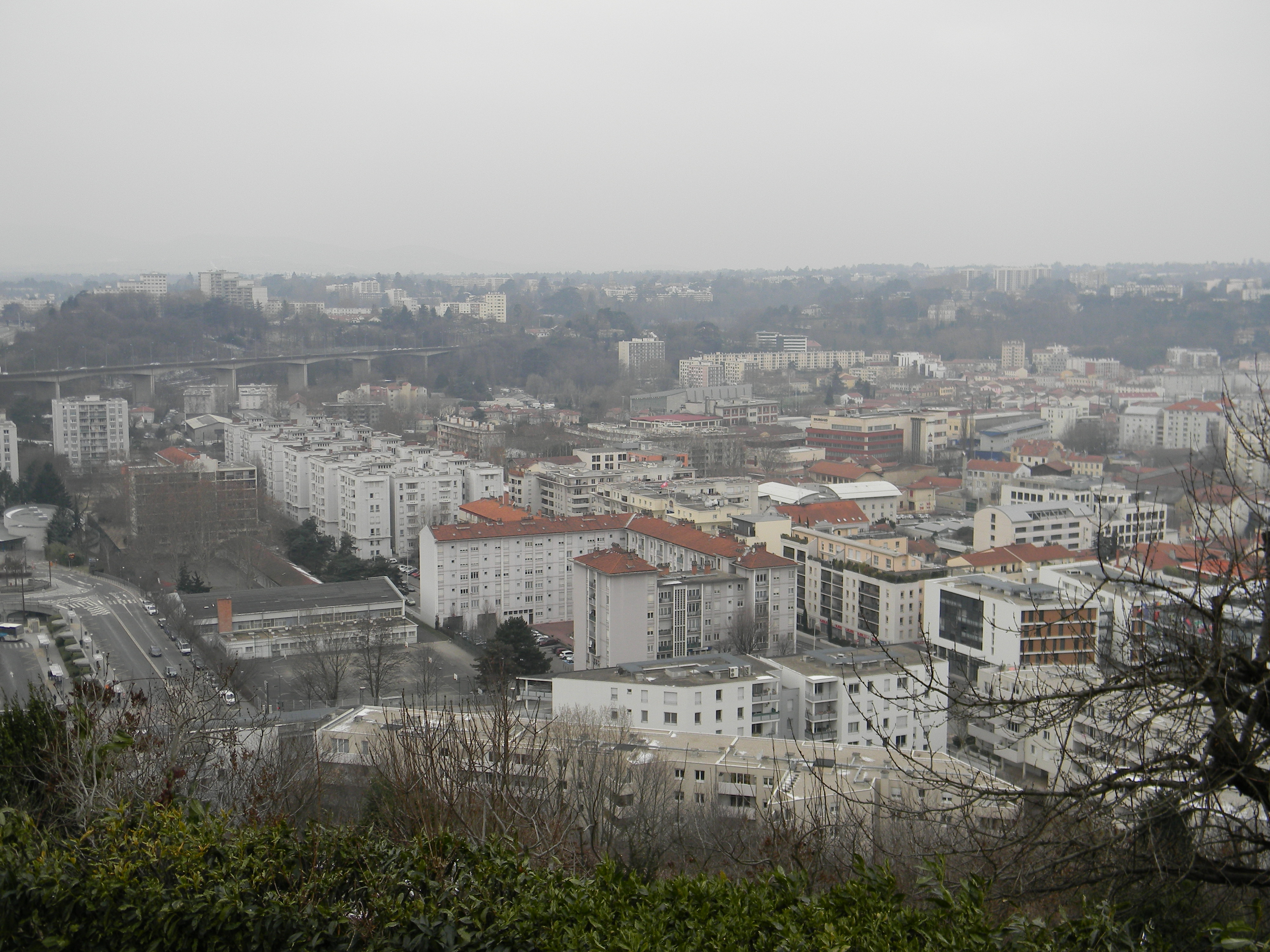
Le quartier de Gorge de Loup au début du XXIe siècle. Les restes de l'ancien couvent sont visibles au fond, juste devant le viaduc de l'A6.

Mère Marie, âgée de soixante-huit ans et devenant aveugle, demande à être relevée de sa fonction en 1823. Mais sa demande n'est prise en compte que l'année suivante. À partir de 1825, l'abbesse est Catherine Olivier, qualifiée par Dom Antoine de Beauregard (abbé de Melleray et chargé par le pape Léon XII d'effectuer un compte-rendu de l'état des monastères trappistes français) de « femme pieuse et sage ». À vingt-cinq ans, elle avait demandé à entrer à la Trappe, avait été éconduite, était revenue à la charge, et avait fini par obtenir gain de cause ; son opiniâtreté lui avait valu le respect de l'aumônier. Les religieuses, afin de se procurer un revenu, achètent des métiers à tisser ; quinze à vingt sœurs converses y travaillent, ce qui rapporte environ 1 500 francs par an à l'abbaye ; aidées par des orphelines de La Croix-Rousse qu'elles recueillent, elles effectuent un grand nombre de travaux à domicile pour compléter ce pécule. En 1828, lors de la visite de Dom Antoine, l'abbaye est florissante : elle n'a aucune dette et compte 86 sœurs (dont cinquante converses).
C'est d'ailleurs dans cette abbaye que, le 16 juillet 1827, Augustin de Lestrange, restaurateur de l'ordre trappiste, meurt, alors qu'il était en route pour Rome. Sa pierre tombale, promise à la destruction au XXe siècle, est sauvée grâce à l'intervention des moines de l'abbaye Notre-Dame-des-Dombes, qui la font transporter à La Trappe en 1973.

### Le départ à Maubec
Mais l'ambiance urbaine convient mal aux moniales, et surtout la révolte des canuts les a inquiétées ; elles choisissent la périphérie de Montélimar pour s'établir à l'abbaye de Maubec en 1834,,.

### Le retour des trappistines

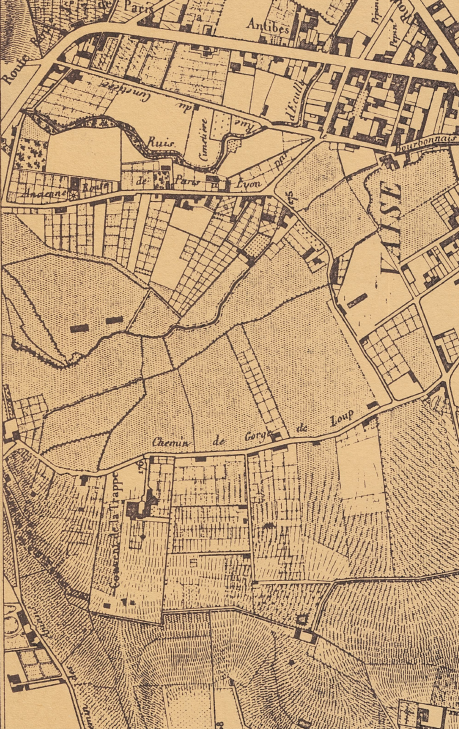
Extrait du plan topographique de la ville de Lyon en 1847. Le Couvent de la Trappe y apparaît en bas à gauche, au pied des pentes de la colline.

Toutefois, l'histoire de l'abbaye de Vaise ne s'arrête pas là ; en effet, dès 1837, les Lyonnais réclament le retour des religieuses, qui cèdent : un petit groupe de sœurs est envoyé cette année-là de Maubec pour restaurer la vie religieuse à Vaise ; elles fondent en particulier dans le bâtiment un pensionnat accueillant des orphelines et des enfants de familles de classe moyenne, pensionnat qui perdure jusqu'en 1879. Les métiers à tisser sont démolis en 1848, durant la révolte des Voraces. Ils sont remplacés par des métiers à broder. En 1855, l'abbaye compte cent deux religieuses, sous la direction de la prieure Pacifique de Spandl. Elles vivent notamment de leur jardin potager, et de la réalisation de linge liturgique pour les paroisses du diocèse.
En 1852, une fondation est créée : Notre-Dame-des-Anges à Espira-de-l'Agly en 1852, dont les religieuses sont chassées en 1904 par les décrets d'expulsion visant les religieux ; elles se réfugient alors en Espagne, à Herrera (es). En 1923, elles sont autorisées à rentrer en France et s'installent à Échourgnac.
À partir de 1854, le bâtiment est reconstruit dans un style dépouillé, par tranches ; successivement sont transformés le dortoir, le vaste atelier de broderie et l'église (en 1858), le chœur des sœurs converses et l'infirmerie (1859), le réfectoire (1864). En 1875, la communauté est suffisamment importante pour fonder une abbaye fille, à San Vito près de Turin, dans lequel partent dix religieuses sous la conduite de Thérèse Astoin (ou Astain).

### Le départ forcé en 1904
Plus de cent personnes habitent à l'abbaye en 1900 ; mais la loi de séparation des Églises et de l'État chasse les religieuses ; le bâtiment est racheté par un distillateur qui y transforme tout. Un petit groupe de moniales reste à Vaise au moins jusqu'en 1905.
La communauté trappiste, quant à elle, doit quitter la France et émigre au Canada, à Rogersville, où se trouve déjà un monastère de trappistes, l'Abbaye Notre-Dame du Calvaire, lui-même fondé par des moines que les lois anticléricales ont chassés de l'abbaye de Bonnecombe. Vingt-trois sœurs y arrivent le 30 mai 1904 et sont logées dans des conditions très précaires avant de pouvoir fonder à leur tour un monastère féminin, l'Abbaye Notre-Dame de l'Assomption (en),.

## Architecture et description
Lors de la Restauration le dernier groupe de religieuses à entrer en France s'installe à Caluire le 13 mai 1817 puis à Vaise en une propriété nommée « Gorge de Loup », bâtie de 1515 à 1538 par un marchand et banquier florentin, Jean-François Bini, et reprise en 1593 par Alexandre de Rancé, chanoine et sacristain de l'église collégiale Saint-Paul. Les trappistines l'achètent pour 70 000 francs et après quelques travaux d'aménagement, prennent possession des lieux le 18 mai 1825. Entre 1854 et 1864 le bâtiment est réaménagé avec transformation du dortoir, de l‘atelier de broderie, de l'église, du chœur des converses, de l'infirmerie puis du réfectoire en 1864

## Abbesses
- Marie du Saint-Esprit demande à être relevée de sa fonction en 1823.
- Catherine Olivier qui lui succède n'entre en fonction qu'en 1825.
- Pacifique de Spandl en 1855[19]